# Rzeczyca Wielka
Rzeczyca Wielka (niem. Reetz) – wieś w Polsce położona w województwie zachodniopomorskim, w powiecie koszalińskim, w gminie Polanów.
Na północ od wsi znajduje się Dziewcza Góra.
W latach 1975–1998 miejscowość administracyjnie należała do województwa koszalińskiego.